# Погонич африканський
Погонич африканський (Sarothrura boehmi) — вид журавлеподібних птахів родини Sarothruridae.

## Назва
Вид названо на честь німецького зоолога Ріхарда Бема.

## Поширення
Вид поширений в Африці південніше Сахари. Він трапляється в Анголі, Бурунді, Камеруні, Республіці Конго, ДР Конго, Екваторіальній Гвінеї, Габоні, Гвінеї, Кенії, Малаві, Малі, Нігерії, Руанді, Танзанії, Уганді, Замбії та Зімбабве.